# Redemption: The Stan Tookie Williams Story
Redemption: The Stan Tookie Williams Story è un film drammatico biografico del 2004 diretto da Vondie Curtis-Hall.
Il film racconta la storia di Stanley “Tookie” Williams, uno dei fondatori della famosa banda di strada di Los Angeles “Crips”. Nel 1981 fu condannato a morte per l’omicidio di un dipendente e per l’omicidio dei proprietari di un motel di Los Angeles e della loro figlia durante una rapina nel 1979.
La data di uscita originale di Redemption: The Stan Tookie Williams Story è il 3 marzo 2004 negli Stati Uniti.